# Oblężenie Mekelie
Oblężenie Mekelie – oblężenie miasta przez wojska cesarza Abisynii Menelika II w dniach od 15 grudnia 1895 do 22 stycznia 1896.

## Sytuacja ogólna
W dniu 7 grudnia 1895 Etiopczycy zwyciężyli siły włosko-erytrejskie pod Amba Alagi. Sytuacja stała się na tyle zła, że resztki pokonanej formacji cofnęły się do miasta Mekelie. Gen. Giuseppe Arimondi zdecydował się pozostawić w forcie 1 350 ludzi z mjr Giuseppe Galliano na czele. Reszta wycofała się na północ, do głównych sił gen. Oreste Baratieriego. Planowo, Włosi mieli utrzymać miasto do nadejścia posiłków. Sytuację komplikował jednak fakt, że obrońcy dysponowali tylko dwoma źródłami wody, w dodatku poza swoimi umocnieniami.

## Oblężenie

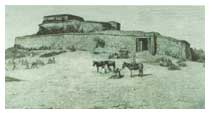
Fort Enda Jesus a Macallè

15 grudnia pod miasto podeszły pierwsze oddziały etiopskie. Po nieudanej próbie negocjacji, 20 grudnia, doszło do pierwszego szturmu. Włosi zdołali jednak odeprzeć atak. 7 stycznia 1896 pod miasto ściągnęły główne siły abisyńskie z cesarzem Menelikiem II na czele (łącznie ok. 100 tys. ludzi). Nowy szturm następnego dnia zmusił obrońców do porzucenia umocnień przed miastem i fortem. Walki w dniach 8–9 stycznia pozwoliły Etiopczykom zająć źródła wody, które jednak Włosi odbili 10 stycznia i ponownie utracili następnego dnia. W kolejnych dniach (13–14 stycznia) obrońcy przetrwali nowy szturm.
W ciągu następnych dni Menelik II prowadził negocjacje z Baratierim, licząc na porozumienie pokojowe. Gdy to się nie udało 18 stycznia przypuszczono największy szturm. Jednak i tym razem Włosi zdołali odeprzeć wojska etiopskie. Następnego dnia wysiłek obrońców poszedł na marne, gdyż Baratieri przesłał mjr Galliano wiadomość sugerującą aby poddał umocnienia Etiopczykom w zamian za możliwość swobodnego wycofania się na północ. Ostatecznie 22 stycznia Galliano poddał fort, a wojska włoskie wycofały się. 30 stycznia cofający się Włosi połączyli się z głównymi siłami. Z kolei Menelik II, na wieść o tym, wypuścił 3 lutego mjr Galliano i resztę oficerów, którzy pełnili rolę zakładników.

## Skutki
Oddanie Mekelie wojskom abisyńskim uznano we Włoszech za poważny błąd, który nie powinien się przydarzyć państwu europejskiemu w walce z państwem afrykańskim. Gen. Baratieriego posądzano o tchórzostwo i brak zdecydowanych działań. W Europie wizerunek Włoch mocno ucierpiał i pojawiły się liczne karykatury wyśmiewające zdolności wojenne armii włoskiej.
W samej Etiopii, zajęcie Mekelie podbudowało morale Abisyńczyków i stało się preludium do bitwy pod Aduą 1 marca. W jej wyniku inwazyjny korpus włoski niemal zupełnie został zniszczony, a Włochy musiały zawrzeć niekorzystny traktat pokojowy.